# Zasiłek stały
Zasiłek stały – forma pieniężnego świadczenia z pomocy społecznej. Jest to świadczenie obligatoryjne, które przysługuje na podstawie art. 37 ustawy o pomocy społecznej.
Zasiłek stały przysługuje:
- osobie samotnie gospodarującej, która jest całkowicie niezdolna do pracy z powodu wieku lub niepełnosprawności, jeżeli jej dochód jest niższy od kryterium dochodowego osoby samotnie gospodarującej (701 zł – stan na październik 2018)
- pełnoletniej osobie, która pozostaje w rodzinie, całkowicie niezdolnej do pracy z powodu wieku lub niepełnosprawności, jeżeli jej dochód, jak również dochód na osobę w rodzinie, nie przekracza kryterium dochodowego (528 zł na osobę) w rodzinie.

Kwota zasiłku nie może być niższa niż 30 zł miesięcznie i wyższa niż 645 zł.
Wydanie decyzji o przyznaniu lub odmowie przyznania świadczenia wymaga przeprowadzenia wywiadu środowiskowego (rodzinnego) przez pracownika socjalnego. Świadczenie to jest zadaniem zleconym gminie, finansowanym z budżetu państwa.
W przypadku zbiegu uprawnień do zasiłku stałego i renty socjalnej, świadczenia pielęgnacyjnego lub dodatku z tytułu samotnego wychowywania dziecka i utraty prawa do zasiłku dla bezrobotnych na skutek upływu ustawowego okresu jego pobierania, zasiłek stały nie przysługuje.